# Thelma (film 1912)
Thelma è un cortometraggio muto del 1912 diretto da Oscar Apfel.

## Produzione
Il film fu prodotto dalla Reliance Film Company.

## Distribuzione
Distribuito dalla Film Supply Company, il film - un cortometraggio in due bobine - uscì nelle sale cinematografiche statunitensi il 31 agosto 1912.